# Estadio El Sadar
Estadio El Sadar je nogometni stadion koji se nalazi u španjolskom gradu Pamploni te je dom klubu Osasuni. Otvoren je 1967. godine te ima kapacitet od 23.516 mjesta.

## Povijest
Stadion je dobio ime po rijeci Sadar koja teče pokraj njega i to ime je nosio skoro 40 godina. Nakon toga, naziv je 2005. godine zbog sponzora promijenjen u Reyno de Navarra. Istekom sponzorskog ugovora 2011., vraćeno je staro ime El Sadar.
Otvoren je 2. rujna 1967. te je zamijenio Estadio San Juan koji je prodan godinu ranije. Prilikom svečanog otvaranja odigrana je prijateljska utakmica između Real Zaragoze i portugalske Vitorije de Setúbal. Sljedeći dan Osasuna je odigrala svoju prvu utakmicu na novom stadionu te je pobijedila Vitoriju s 3:0. Prvi gol za klub zabio je Osaba u 28. minuti.
29. prosinca 2005. reprezentacija Navare odigrala je ondje prijateljsku utakmicu protiv Kine i slavila s 1:0.
Osim nogometa, stadion služi i za održavanje koncerata tako da je na njemu Bon Jovi imao koncert 5. lipnja 1996. u sklopu turneje These Days Tour.

## Vanjske poveznice
- Informacije o stadionu